# Geher-Länderkampf der Männer 1979 Frankreich – BR Deutschland
| 3. Leichtathletik-Länderkampf mit bundesdeutscher Beteiligung 1979 | 3. Leichtathletik-Länderkampf mit bundesdeutscher Beteiligung 1979 |
| ------------------------------------------------------------------ | ------------------------------------------------------------------ |
|                                                                    |                                                                    |
| Geher-Vergleich der Männer: Frankreich – BR Deutschland            |                                                                    |
| Austragungsort                                                     | Le Grand-Quevilly                                                  |
| Wettbewerbe                                                        | 2                                                                  |
| Datum                                                              | 2./3. Juni                                                         |
| 1. FRA 2. FRG                                                      | 23 Punkte 21 Punkte                                                |
| Chronik                                                            |                                                                    |
| ← FRA-FRG Geher (F)                                                | FRG-FRA-ITA-ESP-CSK00 Marathon (M) →                               |

Den dritten Vergleich des Länderkampfjahres 1979 trugen die bundesdeutschen Geher parallel zum Länderkampf ihrer weiblichen Kolleginnen am 2./3. Juni ebenfalls in Le Grand-Quevilly und ebenfalls gegen Frankreich aus. Die Begegnung fand als Zweiländerkampf zum dritten Mal statt. Zuvor hatte es acht Länderkämpfe mit den französischen Gehern gegeben, an denen mit der Schweiz und zwei Mal auch zusätzlich mit Belgien weitere Nationen beteiligt waren. In allen vergangenen Wettkämpfen hatten die bundesdeutschen Vertreter vorne gelegen.

## Modus
Auf dem Programm standen wie üblich zwei Wettbewerbe, ein kürzerer über 20 und ein längerer, auch diesmal wieder über 35 Kilometer ausgetragen. Jede Nation konnte je Wettbewerb vier Geher stellen, von denen die drei Besten gewertet wurden. Frankreich trat auf der längeren Distanz mit nur drei Teilnehmern an, die alle in die Wertung kamen. Die Punkte wurden wie folgt vergeben. 1. Platz: 7 Punkte / 2. Pl.: 5 P / 3. Pl.: 4 P / 4. Pl.: 3 P.

## Ergebnis
In den Einzelwertungen gab es jeweils Doppelsiege, über zwanzig Kilometer durch die bundesdeutschen, über fünfzig Kilometer durch die französischen Geher. Die besseren Platzierungen der Franzosen auf der längeren Distanz gegenüber ihren Konkurrenten auf der kürzeren Strecke summierten sich in der Gesamtabrechnung des Länderkampfs zum ersten Sieg Frankreichs in den Begegnungen mit der Bundesrepublik Deutschland auf. Mit 21 zu 23 Punkten fiel die bundesdeutsche Niederlage allerdings sehr knapp aus.

## Legende
Kurze Übersicht zur Bedeutung der Symbolik – so üblicherweise auch in sonstigen Veröffentlichungen verwendet:
| DNF | nicht im Ziel (did not finish) |

## Resultate

### 20-km-Straßengehen
| Platz | Athlet              | Land | Zeit (h)  |
| ----- | ------------------- | ---- | --------- |
| 01    | Félix Gómez         | MEX  | 1:21:59,1 |
| 02    | Ernest Canto        | MEX  | 1:23:05,5 |
| 03    | José Marín          | ESP  | 1:23:21,5 |
| 04    | Jorge Llopart       | ESP  | 1:25:19,2 |
| 05    | Bo Gustafsson       | SWE  | 1:25:46,8 |
| 06    | Alfons Schwarz      | FRG  | 1:25:55,2 |
| 07    | Alf Brandt          | SWE  | 1:26:56,7 |
| 08    | Imre Stankovics     | HUN  | 1:27:13,0 |
| 09    | Owe Hemmingsson     | SWE  | 1:27:53,2 |
| 10    | János Szálas        | HUN  | 1:28:57,5 |
| 11    | Karl Degener        | FRG  | 1:29:19,1 |
| 12    | Andrés Marín        | ESP  | 1:29:35,3 |
| 13    | Hans Michalski      | FRG  | 1:30:50,3 |
| 14    | Attila Marion       | HUN  | 1:32:01,6 |
| 15    | Jürgen Meyer        | FRG  | 1:32:07,9 |
| 16    | Jozsef Pokrovenszky | HUN  | 1:32:59,6 |
| 17    | Antonio González    | ESP  | 1:37:39,5 |
| DNF   | Daniel Bautista     | MEX  |           |
| DNF   | Antonio Carrera     | MEX  |           |

Datum: 20. April

### 50-km-Straßengehen
| Platz | Athlet            | Land | Zeit (h)  |
| ----- | ----------------- | ---- | --------- |
| 01    | Raúl González     | MEX  | 3:50:12,0 |
| 02    | Martín Bermúdez   | MEX  | 3:54:10,4 |
| 03    | Heinrich Schubert | FRG  | 3:58:35,5 |
| 04    | Bengt Simonsen    | SWE  | 4:00:07,2 |
| 05    | Gerhard Weidner   | FRG  | 4:00:48,6 |
| 06    | László Sátor      | HUN  | 4:03:37,2 |
| 07    | Agustin Jorba     | ESP  | 4:09:01,0 |
| 0 8   | Hans Binder       | FRG  | 4:10:12,4 |
| 09    | Miklós Domján     | HUN  | 4:10:37,1 |
| 10    | Ferenc Danovszky  | HUN  | 4:14:58,8 |
| 11    | Max Sjöholm       | SWE  | 4:15:37,0 |
| 12    | Walter Schwoche   | FRG  | 4:17:49,6 |
| 13    | János Dalmati     | HUN  | 4:24:14,4 |
| 14    | Rafael Espejo     | ESP  | 4:34:52,9 |
| DSQ   | Enrique Vera      | MEX  |           |
| DSQ   | Pedro Aroche      | MEX  |           |
| DSQ   | Domingo Colin     | MEX  |           |
| DSQ   | Manuel Alcalde    | ESP  |           |
| DSQ   | Luiz Bueno        | ESP  |           |
| DSQ   | Stig Elofsson     | SWE  |           |
| DSQ   | Per Rasmussen     | SWE  |           |

Datum: 19. April